# P.A. Works
P.A. Works (jap. 株式会社ピーエーワークス Kabushiki-gaisha Pī Ē Wākusu) – japońskie studio zajmujące się animacją i produkcją anime, a także animacją gier wideo założone 10 listopada 2000 roku w Nanto w prefekturze Toyama.
Kenji Horikawa, prezes i założyciel firmy, przed założeniem P.A. Works, pracował dla Tatsunoko Production, Production I.G oraz Bee Train. W styczniu 2008 roku studio wyprodukowało True Tears, ich pierwszą serię anime, której byli głównymi animatorami.
P.A. Works to skrót od pełnej nazwy firmy – Progressive Animation Works.

## Produkcje

### Seriale telewizyjne
| Rok  | Tytuł                                | Reżyser(zy)                      | Liczba odcinków | Uwagi                                                                                                   | Przypisy |
| ---- | ------------------------------------ | -------------------------------- | --------------- | --- | -------- |
| 2008 | True Tears                           | Junji Nishimura                  | 13              | Luźna adaptacja powieści wizualnej o tym samym tytule.                                                  | [ 2 ]    |
| 2009 | Canaan                               | Masahiro Andō                    | 13              | Kontynuacja powieści wizualnej 428: Shibuya Scramble opracowanej przez Type-Moon.                       | [ 3 ]    |
| 2010 | Angel Beats!                         | Seiji Kishi                      | 13              | We współpracy z Key, Aniplex i Dengeki G’s Magazine. Własna twórczość. Scenariusz autorstwa Juna Maedy. | [ 4 ]    |
| 2011 | Hanasaku Iroha                       | Masahiro Andō                    | 26              | Własna twórczość. Scenariusz autorstwa Mari Okady.                                                      | [ 5 ]    |
| 2012 | Another                              | Tsutomu Mizushima                | 12              | Na podstawie powieści autorstwa Yukito Ayatsuji.                                                        | [ 6 ]    |
| 2012 | Tari Tari                            | Masakazu Hashimoto               | 13              | Własna twórczość. Scenariusz autorstwa vergreen.                                                        | [ 7 ]    |
| 2013 | RDG Red Data Girl                    | Toshiya Shinohara                | 12              | Na podstawie powieści autorstwa Noriko Ogiwary.                                                         | [ 8 ]    |
| 2013 | Koitabi: True Tours Nanto            | Junji Nishimura                  | 6               | Własna twórczość. Scenariusz autorstwa Mari Okady.                                                      | [ 9 ]    |
| 2013 | Uchōten kazoku                       | Masayuki Yoshihara               | 13              | Na podstawie powieści autorstwa Tomihiko Morimi.                                                        | [ 10 ]   |
| 2013 | Nagi no asu kara                     | Toshiya Shinohara                | 26              | We współpracy z Buriki i Dengeki Daioh. Własna twórczość. Scenariusz autorstwa Mari Okady.              | [ 11 ]   |
| 2014 | Glasslip                             | Junji Nishimura                  | 13              | Własna twórczość.                                                                                       | [ 12 ]   |
| 2014 | Shirobako                            | Tsutomu Mizushima                | 24              | Własna twórczość.                                                                                       | [ 13 ]   |
| 2015 | Charlotte                            | Yoshiyuki Asai                   | 13              | We współpracy z Key, Aniplex i Dengeki G’s Magazine. Własna twórczość. Scenariusz autorstwa Juna Maedy. | [ 14 ]   |
| 2016 | Haruchika                            | Masakazu Hashimoto               | 12              | Na podstawie powieści autorstwa Seia Hatsuno.                                                           | [ 15 ]   |
| 2016 | Kuromukuro                           | Tensai Okamura                   | 26              | Projekt z okazji 15-lecia studia. Własna twórczość.                                                     | [ 16 ]   |
| 2017 | Sakura Quest                         | Sōichi Masui                     | 25              | Własna twórczość.                                                                                       | [ 17 ]   |
| 2017 | Uchōten kazoku 2                     | Masayuki Yoshihara               | 12              | Sequel Uchōten kazoku.                                                                                  | [ 18 ]   |
| 2018 | Uma Musume Pretty Derby              | Kei Oikawa                       | 13              | Na podstawie gry mobilnej produkcji Cygames.                                                            | [ 19 ]   |
| 2018 | Sirius the Jaeger                    | Masahiro Andō                    | 12              | Własna twórczość.                                                                                       | [ 20 ]   |
| 2018 | Irozuku sekai no ashita kara         | Toshiya Shinohara                | 13              | Własna twórczość.                                                                                       | [ 21 ]   |
| 2019 | Fairy Gone                           | Kenichi Suzuki                   | 24              | Własna twórczość.                                                                                       | [ 22 ]   |
| 2020 | A3!                                  | Masayuki Sakoi Keisuke Shinohara | 24              | Na podstawie gry mobilnej produkcji Liber Entertainment. We współpracy z 3Hz.                           | [ 23 ]   |
| 2020 | Appare-Ranman!                       | Masakazu Hashimoto               | 13              | Własna twórczość.                                                                                       | [ 24 ]   |
| 2020 | Kami-sama ni natta hi                | Yoshiyuki Asai                   | 12              | We współpracy z Key i Aniplex. Własna twórczość. Scenariusz autorstwa Juna Maedy.                       | [ 25 ]   |
| 2021 | Shiroi suna no Aquatope              | Toshiya Shinohara                | 24              | Własna twórczość.                                                                                       | [ 26 ]   |
| 2022 | Paripi Kōmei                         | Shū Honma                        | 12              | Na podstawie mangi autorstwa Yūto Yotsuby i Ryō Ogawy,                                                  | [ 27 ]   |
| 2022 | Akiba Maid sensō                     | Sōichi Masui                     | 12              | We współpracy z Cygames. Własna twórczość.                                                              | [ 28 ]   |
| 2023 | Buddy Daddies                        | Yoshiyuki Asai                   | 13              | Własna twórczość.                                                                                       | [ 29 ]   |
| 2023 | Skip to Loafer                       | Kotomi Deai                      | 12              | Na podstawie mangi autorstwa Misaki Takamatsu.                                                          | [ 30 ]   |
| 2024 | Sakuna: Of Rice and Ruin             | Masayuki Yoshihara               | 13              | Na podstawie gry komputerowej produkcji Edelweiss.                                                      | [ 31 ]   |
| 2024 | Nanare hananare                      | Kōdai Kakimoto                   | 12              | We współpracy z DMM.com. Własna twórczość.                                                              | [ 32 ]   |
| 2024 | Mayonaka Punch                       | Shū Honma                        | 12              | Własna twórczość.                                                                                       | [ 33 ]   |
| 2025 | Mikadono-san shimai wa angai, choroi | Tadahito Matsubayashi            | nieznana        | Na podstawie mangi autorstwa Ayi Hirakawy.                                                              | [ 34 ]   |

### Filmy
| Rok  | Tytuł                           | Reżyser(zy)        | Uwagi                                                                                      | Przypisy      |
| ---- | ------------------------------- | ------------------ | ------------------------------------------------------------------------------------------ | ------------- |
| 2009 | Layton kyōju to eien no utahime | Masakazu Hashimoto | We współpracy z OLM i Robot Communications. Kontynuacja serii gier wideo Professor Layton. | [ 35 ]        |
| 2011 | Mai no mahō to katei no hi      | Masayuki Yoshihara | Film telewizyjny                                                                           | [ 36 ]        |
| 2011 | Bannō Yasai Ninninman           | Masayuki Yoshihara | Współpraca z projektem szkoleniowym młodych animatorów JAniCA.                             | [ 37 ]        |
| 2013 | Hanasaku Iroha Home Sweet Home  | Masahiro Andō      | Sequel Hanasaku Iroha.                                                                     | [ 38 ]        |
| 2018 | Kiedy zakwitnie obiecany kwiat  | Mari Okada         | Własna twórczość. Nominowany do Oscara za najlepszy pełnometrażowy film animowany.         | [ 39 ] [ 40 ] |
| 2020 | Shirobako Movie                 | Tsutomu Mizushima  | Sequel Shirobako.                                                                          | [ 41 ]        |

### Współpraca przy produkcji gier komputerowych
- Professor Layton and the Curious Village
- Professor Layton and Pandora's Box
- Professor Layton and the Unwound Future
- Professor Layton and the Last Specter
- Professor Layton and the Miracle Mask
- Triggerheart Exelica -Enhanced-